# Colón (Entre Ríos)

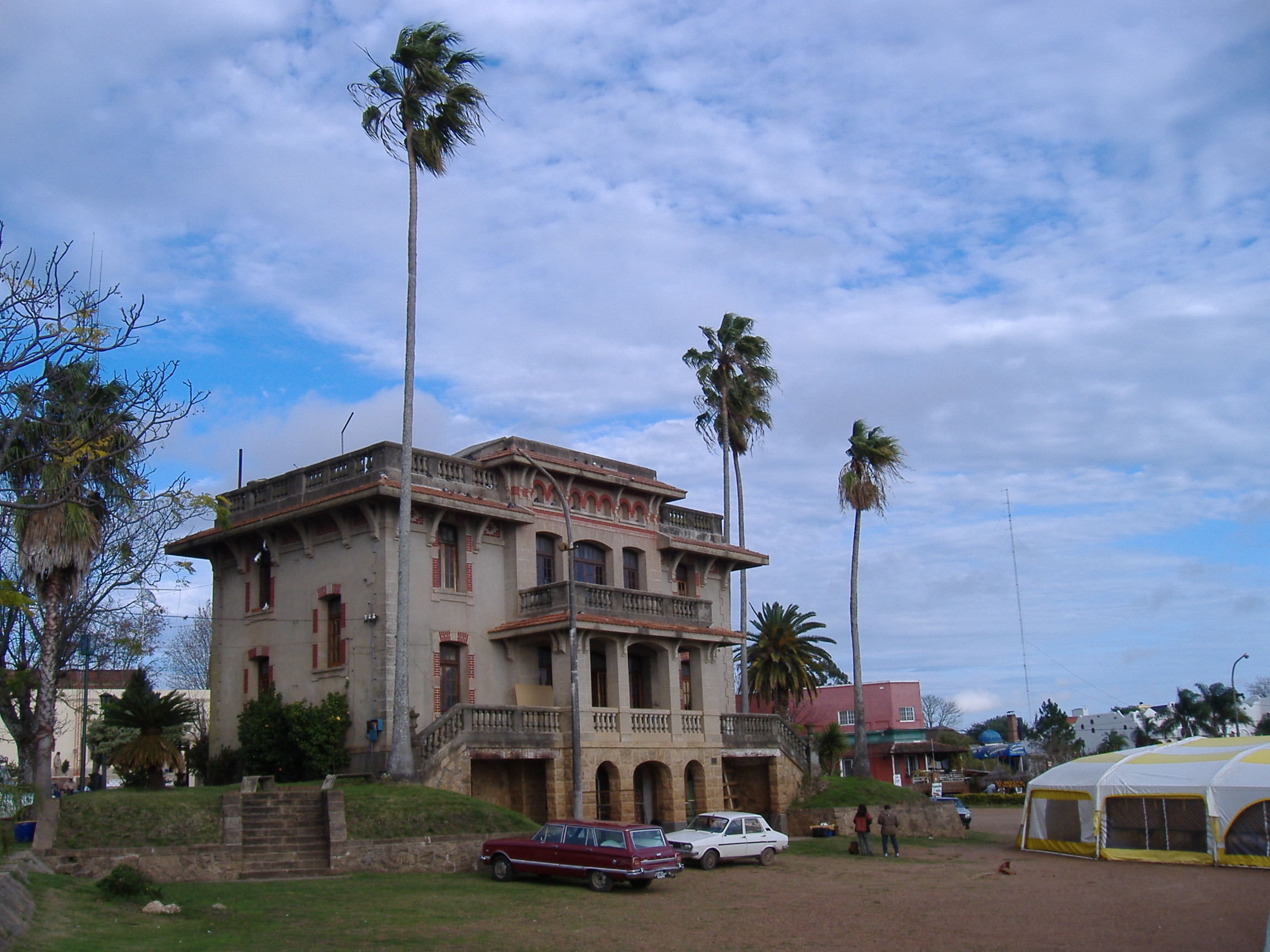
Puerto Viejo / Porto Vecchio

Colón è una città dell'Argentina, situata nella provincia di Entre Ríos sulla costa ovest del fiume Uruguay.

## Toponomastica
Il nome di questa città argentina è la forma spagnola del cognome di Cristoforo Colombo.

## Economia
Questa città si trova nell'ecotono della zona temperata e la zona subtropicale, per questo motivo ha come vicina attrattiva turistica il Parco Nazionale chiamato Parco nazionale di El Palmar (grande palmare o  bosco di palme della specie chiamata Butia yatay coi cui frutti si fanno dolci e liquori). Un'altra grande attrattiva di questa città è la produzione di formaggi  che sono argentini in sintesi con lignaggi italiani, spagnoli e tedeschi del Volga.